# Woo Ji-hyun
Woo Ji-hyun (hangul: 우지현; nascido em 3 de junho de 1986) é um ator sul-coreano. Ele é conhecido por seus papéis em dramas como The Veil, Mouse, A Piece of Your Mind e All of Us Are Dead. Ele também apareceu nos filmes In Between Seasons, The Witness, I Can Speak e Kim Ji-young, Born 1982.

## Filmografia

### Cinema
| Ano  | Título                                | Título           | Personagem                             |
| Ano  | Inglês                                | Coreano          | Personagem                             |
| ---- | ------------------------------------- | ---------------- | -------------------------------------- |
| 2014 | A Fresh Start                         | 새출발           | Ji-hyeon                               |
| 2017 | I Can Speak                           | 아이 캔 스피크   | Funcionário público                    |
| 2017 | Black Summer                          | 검은 여름        | Ji-hyeon                               |
| 2017 | Room 7                                | 7호실            | Gerente de café                        |
| 2018 | In Between Seasons                    | 환절기           | Han-sung                               |
| 2018 | Mothers                               | 당신의 부탁      | Policial                               |
| 2018 | Park Hwa Young                        | 박화영           | Grupo de Sang-sik                      |
| 2018 | The Witness                           | 목격자           | Entregador de jornais                  |
| 2018 | Autumn, Autumn                        | 춘천, 춘천       | Ji-hyun                                |
| 2019 | Inseparable Bros                      | 나의 특급 형제   | Ahn Nyung-yi                           |
| 2019 | The King's Letters                    | 나랏말싸미       | Estudioso do confucionismo             |
| 2019 | Kim Ji-young, Born 1982               | 82년생 김지영    | Byung-shik                             |
| 2020 | Dust-Man                              | 더스트 맨        | Tae-san                                |
| 2020 | Somewhere in Between                  | 국도극장         | Homem da fotografia do Teatro Nacional |
| 2020 | Somewhere in Between - Director's Cut | 국도극장: 감독판 | Homem da fotografia do Teatro Nacional |
| 2020 | Sparrow                               | 제비             | Lee Ho-yeon                            |
| 2021 | Ghost Image                           | 유령 이미지      | Jung-hoo                               |
| 2022 | Highway Family                        | 고속도로 가족    |                                        |
| 2022 | Everyone's Lover                      | 만인의 연인      |                                        |
| 2022 | Transit                               | 트랜짓           | Min-ho                                 |
| 2022 | Decibel                               | 데시벨           | Kim Yoo-taek                           |
| 2023 | Swallow                               | 제비             | Ho-yeon                                |
| 2023 | Her Hobby                             | 그녀의 취미생활  | Kwang Jae                              |

### Séries de televisão
| Ano       | Título                                | Personagem     | Notas           |
| --------- | ------------------------------------- | -------------- | --------------- |
| 2016      | KBS Drama Special – A Dance From Afar | Kim Jung-bin   | Drama de um ato |
| 2018–2019 | Sky Castle                            | Jeon Jin-man   |                 |
| 2019      | Search: WWW                           | Choi Bong-ki   |                 |
| 2020      | A Piece of Your Mind                  | Bae Jin-hwan   |                 |
| 2020      | The King: Eternal Monarch             | Rookie         |                 |
| 2021      | The Veil                              | Wie Goo-pyung  |                 |
| 2021      | Mouse                                 | Gu Dong-gu     |                 |
| 2022      | The Empire                            | Wang Jung-jin  |                 |
| 2023      | The Kidnapping Day                    | Choi Taek-gyun |                 |
| 2023      | Dr. Romantic 3ª Temporada             | Jeon Kyung-soo |                 |
| 2024      | The Auditors                          | Im Jeong-yun   |                 |
| 2025      | Trigger                               | Yoo Jung-tae   |                 |

### Webséries
| Ano  | Título               | Personagem    |
| ---- | -------------------- | ------------- |
| 2022 | All of Us Are Dead   | Kim Woo-shin  |
| 2022 | Anna                 | Seon-woo      |
| 2023 | The Deal             | Cha Jae-kyung |
| 2023 | Gyeongseong Creature | Ryu Sachimoto |

### Aparições em videoclipes
| Ano  | Título     | Artista      | Comprimento |
| ---- | ---------- | ------------ | ----------- |
| 2018 | Between Us | Lee Moon-sae | 3:25        |

### Apresentação
| Ano           | Título                                 | Notas            |
| ------------- | -------------------------------------- | ---------------- |
| 2020–presente | Jeongdongjin Independent Film Festival | com Lee Sang-hee |

## Prêmios e indicações
| Associações                          | Ano  | Categoria                    | Resultado |
| ------------------------------------ | ---- | ---------------------------- | --------- |
| Shanghai International Film Festival | 2015 | Prêmio Novo Talento Asiático | Indicado  |